# Phaeosia orientalis
Phaeosia orientalis är en fjärilsart som beskrevs av George Francis Hampson 1905. Phaeosia orientalis ingår i släktet Phaeosia och familjen björnspinnare. Inga underarter finns listade i Catalogue of Life.